# Гравазвезда
Гравазвезда је хипотетички објекат у астрофизици који представља алтернативну верзију теорије о црним рупама Павела Мазура и Емила Мотола. Она резултује из претпостављених стварних физичких граница стварања црних рупа. Ове границе, као што су дискретна дужина и Планково време (хронон), нису биле познате, те су црне рупе оригинална верзија ове теорије, а концепт гравазвезде представља само покушај модернизације теорије посредством квантне механике. Термин гравазвезда је кованица речи гравитациона (гра), вакуумска (Ва) и звезда.

## Структура
Теорија гравазвезда ствара се према Ајнштајновој општој теорији релативитета и намеће универзалну најмању величину, за коју је познато да постоји, судећи по добро прихваћеној теорији квантне механике. Ова величина је позната као Планкова дужина и изведена је користећи се брзином светлости, Планковом константом и гравитационом константом. Квантна теорија каже да је било која величина мања од Планкове дужине немогућа за посматрање и безначајна за физику и физичаре. Ова граница се може наметнути таласној дужини светлосног зрака, тако да се добије граница Планковог помака коју светлост може претрпети. Ово постаје важно за структуру гравазвезде јер општа теорија релативитета каже да гравитационо долазећем светлу са плавим помаком око екстремно велике масе гравазвезде постоји регија немерљивости, заостатак свемира, како се таласна дужина светлости приближава и пролази Планкову дужину. Ова регија се назива гравитациони вакуум јер је то празнина у простору и времену.
Мазур и Мотола хипотезирају да ће само спољашњост ове регије бити веома густ облик материје, Бозе-Ајнштајнов кондензат. Ово може бити створено у лабораторији превеликим хлађем атома до ширења њихових таласних дужина, онемогућавајући атомима да намећу њихову таласну функцију ради креирања једне веома густе форме атома. За посматраче, спољашње језгро гравазвезде јесте Бозе-Ајнштајнов кондензат. Озбиљан црвени помак време-простора док се протони уздижу из гравитационог поља би учинио да језгро делује веома хладно, скоро равно нули.
Са спољне стране, гравазвезда изгледа слична црној рупи: видљива је једино радијацијом велике енергије коју емитује док упија материју у себе, а ствара је Хокинговом радијацијом. Астрономи посматрају небо ради рендгенских зрака које емитује материја која пада ка унутрашњости ради детектовања црних рупа. Гравазвезда би произвела идентични поступак.
Мазур и Мотола претпостављају да насилно стварање гравазвезде може бити објашњење за порекло нашег свемира и многих других васиона, јер би сва материја од колапса звезде имплодирала "кроз" централну рупу, експлодирала унутар нове димензије и ширила се заувек, што би се поистоветило са тренутним теоријама које се односе на Велики прасак. Ова "нова димензија" врши излазни притисак на слој Бозе-Ајнштајновог кондензата и спречава даљи колапс.
Гравазвезде могу такође обезбедити механизам за описивање како тамне звезде поспешују ширење свемира. Једна могућа теорија користи Хокингову радијацију као средство за размену енергије између "родитеља" и "детета" свемира, али ова област је још увек предмет многих истраживања.
Формирање гравазвезде може обезбведити наизменично објашњење за изненадан и интензиван прасак гама зрака кроз свемир.

## У поређењу са црним рупама
Узимајући у обзир теорију квантне физике, хипотеза гравазвезде покушава да разреши контракције проузроковане од стране конвенцијалних теорија црних рупа.

### Хоризонти догађаја
У гравазвезди, хоризонт догађаја није добро дефинисана област. Свака таласна дужина светлости има слој хоризонта догађаја у којем посматрач у равном временском простору не би никада измерио ту таласну дужину због црвеног гравитационог помака. Густ слој Бозе-Ајнштајновог кондензата би лежао изван хоризонта догађаја, спречен од потпуног колапса од стране унутрашње празнине, вршећи равнотежу спољашњег притиска на кондензату.

### Динамичка стабилност гравазвезда
Године 2007. теоретски рад до сада већ оповргнут од стране Хокинга, је показао да под неким условима гравазвезде, као и остали алтернативни модели црних рупа, нису стабилни када ротирају. Теоретски рад је такође показао да су неке ротирајуће гравазвезде математички стабилне, узимајући у обзир неке угаоне брзине, густину оклопа и компактност. Такође је могуће да неке математички нестабилне гравазвезде буду физички стабилне по космолошким временским скалама. Теоретска подршка изводљивости гравазвезде не искључује постојање црних рупа, као што је приказано у осталим теоретским студијама.